# کارل مای (نویسنده)
کارل مای (آلمانی: Karl May؛ زاده ۲۵ فوریهٔ ۱۸۴۲ درگذشته ۳۰ مارس ۱۹۱۲) یک پدیدآور آلمانی بود.